# Холокост в Кировском районе (Могилёвская область)
Холокост в Ки́ровском районе (Могилёвская область) — систематическое преследование и уничтожение евреев на территории Кировского района Могилёвской области оккупационными властями нацистской Германии и коллаборационистами в 1941—1944 годах во время Второй мировой войны, в рамках политики «Окончательного решения еврейского вопроса» — составная часть Холокоста в Белоруссии и Катастрофы европейского еврейства.

## Геноцид евреев в районе
Кировский район был полностью оккупирован немецкими войсками 30 июня 1941 года, и оккупация продлилась почти три года — до 28 июня 1944 года. Нацисты включили Кировский район в состав территории, административно отнесённой к зоне армейского тыла группы армий «Центр». Комендатуры — полевые (фельдкомендатуры) и местные (ортскомендатуры) — обладали всей полнотой власти в районе.
Для осуществления политики геноцида и проведения карательных операций сразу вслед за войсками в район прибыли карательные подразделения войск СС, айнзатцгруппы, зондеркоманды, тайная полевая полиция (ГФП), полиция безопасности и СД, жандармерия и гестапо.
Во всех крупных деревнях района были созданы районные (волостные) управы и полицейские гарнизоны из местных коллаборационистов.
Одновременно с оккупацией нацисты и их приспешники начали поголовное уничтожение евреев. «Акции» (таким эвфемизмом гитлеровцы называли организованные ими массовые убийства) повторялись множество раз во многих местах. В тех населенных пунктах, где евреев убили не сразу, их содержали в условиях гетто вплоть до полного уничтожения, используя на тяжелых и грязных принудительных работах, от чего многие узники умерли от непосильных нагрузок в условиях постоянного голода и отсутствия медицинской помощи.
За время оккупации практически все евреи Кировского района были убиты, а немногие спасшиеся в большинстве воевали впоследствии в партизанских отрядах.
Евреев в районе убили в Кировске, деревнях Слободка, Пацева Слобода, Немки, Селиба, Любоничи и других. По некоторым данным, на территорию совхоза «Жиличи» были согнаны евреи со всего района и привезенные из Польши — около 200 человек. Их продержали какое-то время без еды, а потом убили.

## Гетто

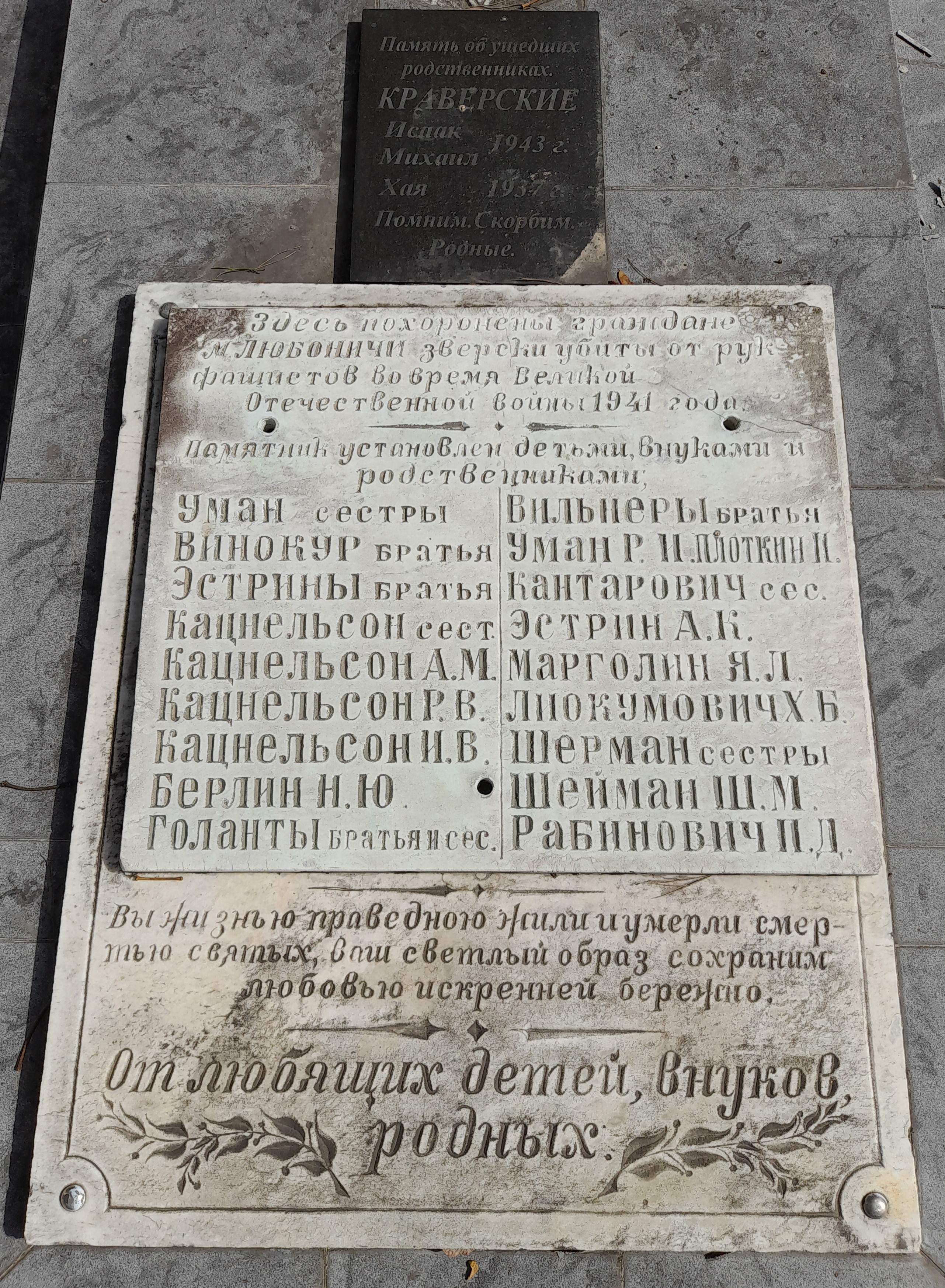
Памятник на месте перезахоронения евреев Любоничей в Бобруйске

Оккупационные власти под страхом смерти запретили евреям снимать желтые латы или шестиконечные звезды (опознавательные знаки на верхней одежде), выходить из гетто без специального разрешения, менять место проживания и квартиру внутри гетто, ходить по тротуарам, пользоваться общественным транспортом, находиться на территории парков и общественных мест, посещать школы.
Немцы, реализуя нацистскую программу уничтожения евреев, создали на территории района 1 гетто — в Любоничах, в котором с июля до декабря 1941 года погибли около 200 евреев.

## Случаи спасения и «Праведники народов мира»
В Кировском районе Масюкевич Ирина была удостоена почетного звания «Праведник народов мира» от израильского мемориального института «Яд Вашем» «в знак глубочайшей признательности за помощь, оказанную еврейскому народу в годы Второй мировой войны» — за спасение Паперной (Левиной) Веры с детьми в деревне Павловичи.

## Память
Опубликованы неполные списки жертв геноцида евреев в Кировском районе.
После войны останки убитых евреев из Любоничей были перезахоронены на еврейском кладбище Бобруйска.